# Ель-Мафрак (провінція)
Провінція Ель-Мафрак (араб. محافظة المفرق) — одна з дванадцяти провінцій Йорданії. Розташована на північному сході країни та межує з трьома державами. Населення за переписом 2010 року становить 287 300 осіб (4,5% населення Йорданії). Адміністративний центр — місто Ель-Мафрак, відоме своїми військовими базами.

## Історія

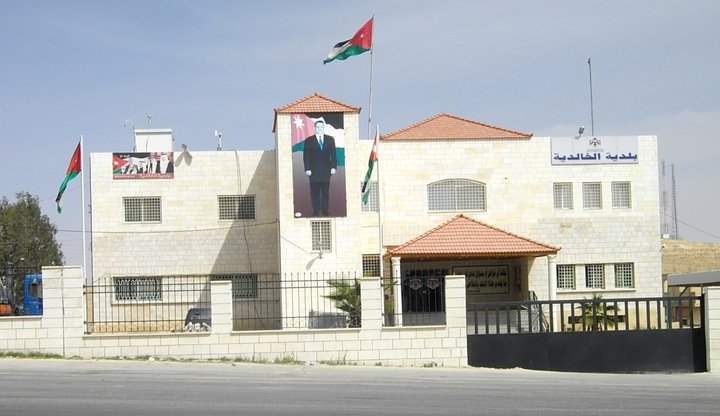
Рада міста Халедія

В різних куточках провінції зберіглося чимало давньоримських та візантійських пам’яток, зокрема церков, починаючи III століттям нашої ери. Гребля Джава, що датується 3000 роком до н. е., є однією з найстаріших гребель у світі. В місті Ель-Мафрак також розташований римський форт.
Під час британського мандату в Ель-Мафраці розміщувались військові об'єкти, які використовуються і донині. П'ятий дивізіон йорданської армії дислокується в Ель-Мафраці.

## Географія
Провінція Ель-Мафрак розташована у східній частині Королівства. Вона є єдиною провінцією в Йорданії, яка межує з трьома країнами: Іраком на сході, Сирією на півночі та Саудівською Аравією на півдні. На заході вона також межує з провінціями Ірбід та Джераш, а на півдні — з провінцією Ез-Зарка.
Ель-Мафрак є другою за територію та другою за щільністю населення (після Маану) провінцією Йорданії. Клімат Ель-Мафраку — здебільшого сухий. Західна частина провінції входить до родючого регіону Хавран, що простягається від півночі Йорданії до півдня Сирії та Голанських висот, окупованих Ізраїлем. Східна половина провінції натомість є частиною безплідної Сирійської пустелі.

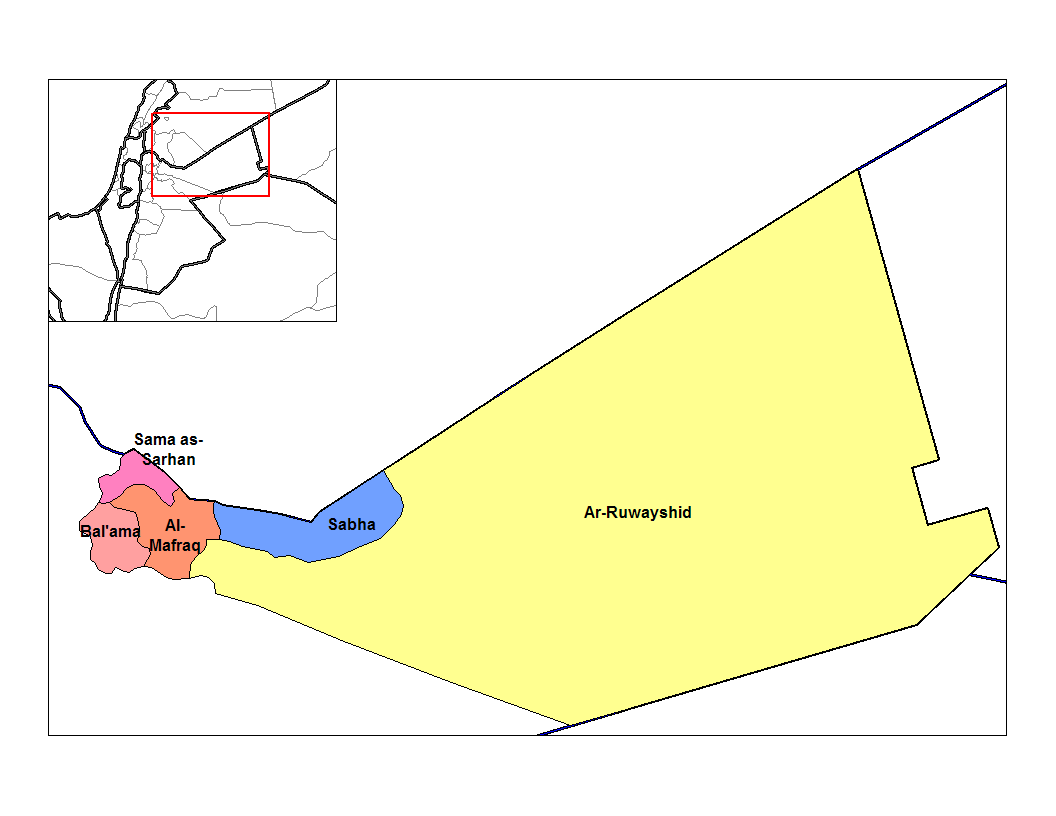
Райони (нахії) Ель-Мафраку

Регіон складається з чотирьох районів (нахій), які поділяються на 13 підрайонів. В провінції лежать руїни старовинного міста Умм-ель-Джималь.

## Населення
Населення провінції Ель-Мафрак за переписом 2004 року становило 244 188 осіб, з яких 30% було міським, а 70% — сільським. Громадяни Йорданії становили близько 94% населення. За оцінками департаменту статистики Йорданії за 2010 рік, їхня кількість становила 287 300 при співвідношенні жінок та чоловіків у 48,17% до 51,83% відповідно та щільності населення 10,8 осіб на км2. У 2011 та 2012 роках громадянська війна в Сирії призвела до імміграції понад 180 тис. сирійських біженців до Йорданії, що оселилися переважно в провінціях Ель-Мафрак та Ірбід . У липні 2012 року в провінції Ель-Мафрак для сирійських біженців було відкрито табір Заатарі. За оцінками Світового банку за 2018 рік, кількість населення провінції зараз становить 593 900 осіб.

## Економіка
Сільське господарство є провідною галуззю економіки Ель-Мафраку, особливо на плато Хавран у західній частині провінції. Загальна площа плодових культур у провінції у 2008 році становила 48,676 км 2, із загальним обсягом виробництва 101 874 тонни фруктів, переважно яблук і персиків. Загальна площа овочевих культур в провінції за 2008 рік становила 8295 км 2 із загальним виробництвом 15 540 тонн, основними продуктами яких є капуста, цибуля, часник і салат.
В Аль-Ріша розташоване родовище видобутку природного газу, яким керує Йорданська національна нафтова компанія. У 2008 році компанія British Petroleum придбала права на видобуток природного газу в цьому родовищі. Природний газ, вироблений в Аль-Ріша, повністю використовується для виробництва електроенергії на сусідній електростанції потужністю 120 мегават, що покривало 12% загальних потреб королівства за 2008 рік.